# Crabtree, Oregon
Crabtree är en ort i Linn County i delstaten Oregon, USA.